# 索斯尼夫卡 (奧列夫斯克區)
51°12′24″N 27°40′41″E / 51.20667°N 27.67806°E
索斯尼夫卡（烏克蘭語：Соснівка），是烏克蘭北部的村莊，隸屬日托米爾州的科羅斯滕區。該村始建於1960年，面積0.66平方公里，海拔高度184米，2001年人口374，人口密度每平方公里566.67人。